# 박석원 (조각가)

(위 왼쪽부터 시계방향)부모님 1970. 성주사역(聖住寺驛)철길에서, 뒤에 보이는 장복산(長福山), 1958. 하종현 작가 집에서 왼쪽부터 최명영, 박석원. 서승원, 김태호 1969. 아내와 함께 1998. 사진제공=박석원.

박석원(朴石元, Park Suk Won, 1942년 5월4일~)은 대한민국의 조각가이다.

## 생애
1942년 5월4일 경상남도 창원군 웅남면 안민리 325번지에서 출생했다. 아버지 박재만(朴在萬,1909~1989) 어머니 황능순(黃能順,1909~1979)의 9남2녀 중 8남으로 출생했다. 본관은 반남 박씨(潘南朴氏)이다.
도천초등학교, 진해중·고등학교, 홍익대학교 미술대학 조소과(1960~64) 및 동대학원 조소과 졸업(1975)했다. 대학시절 점토의 물질적 특성을 강조한 김경승(金景承,1915~1992)교수, 철조각의 세계적 흐름을 알려 준 김정숙(金貞淑,1917~1991)교수, 이일(李逸,1932~1997)교수에게 석사논문을 지도받았다.
교육자로서 전북대학교 사범대학 미술교육학과 조교수(1984~86), 중앙대학교 예술대학 조소학과 부교수(1987~92), 홍익대학교 미술대학 조소과 교수(1993~2008)를 역임했다. 박석원은 1989년 6월29일 반려자 박문선(朴文善,1959~)과 재혼하였고 슬하에 삼형제를 두었다.

(위 왼쪽부터 시계방향)왼쪽 홍용선, 박석원, 최명영, 제10회 상파울로비엔날레에 출품할 ‘핸들’작품 앞에서 1969. 사진=박석원. 홍대교정에서 왼쪽 미술평론가 이일, 하종현, 박석원 A.G그룹회원, 1970. 덕수궁국립현대미술관에서 열린 에꼴드서울 오픈전 1979. 국제야외조각심포지움 오픈 1987. 사진제공=박석원.

## 미술운동
박석원은 한국아방가르드협회(A.G,1969~75) 창립멤버이다. 1970년 중앙공보관에서 열린 ‘확장과 환원의 역학’창립전에서 석고로 만든 ‘핸들’작품을 처음으로 선보였다.
71년 국립현대미술관에서 열린 A.G 2회 ‘현실과 실현’전에서 ‘71-積-A’작품을 선보였다. 흙을 평평하게 쏟고 그 위에 가공되고 계획된 나무라는 자연물질이 간여하여 대지와 흙의 속성을 분할해 가는 작업이다. 74년 국립현대미술관 덕수궁에서 열린 ‘서울비엔날레’전에 ‘積-응력-對’작품을 출품했다. 네모 난 대형 천을 깔고 자연목을 절단하여 귀퉁이에 놓고 천위에 분사도구로 그림자를 그려나갔다. 가공된 것과 자연적인 것과의 관계가 드러나는데 초점을 맞췄다.
또한 박석원은 김찬식(金燦植,1932~97), 이승택(李升澤,1932~), 최기원(崔起源,1935~), 박종배(朴鍾培,1935~) 등 홍익대학교 미술대학 조소과 졸업생 5명과 함께 1969년 '한국현대조각회'를 창립했다. 현재까지 이어져오고 있는 대한민국최장조각그룹이다. 이와 함께 1975~96년 에꼴드서울, 1975~79년 앙데팡당, 1976~85년 서울현대미술제 등에 매회 출품하였다.

(위 왼쪽부터 시계방향) 無題6508, 철 120××40×60㎝, 1964~1965. 作品S.W-336, 철 135×140×50㎝, 1964~1965. 초토(焦土), 철 용접 130×150×50㎝, 1967. 사진=박석원.

## 생각과 몸짓에서 탄생한 새로운 조형세계(1964~1968)
1960년대 철, 용접이라고 하는 가장 거칠고 어려운 대상과 만난다. 웅크리고 앉아서 철을 녹이고 뜨거운 철물을 붙이고 망치질을 해서 형상을 구축하며 새롭게 탄생하는 것에 매료 되었다. 그것은 작가의 생각과 몸짓에서 탄생된 것들로 독자적 개성이라는 새로운 조형세계를 개척할 수 있는 조건을 갖추게 된다.
“초기모색시대는 철과 알루미늄에 의한 앵포르멜의 실험기라고 할 수 있다. 대학시절(1960~64년)에 성행했던 비정형에 대한 관심은 남달리 치열한바 있었다. 여기에는 전후(戰後) 세대의 작가로서, 유년시절 겪었던 전쟁의 상처와 폐허에서 비롯된 생의 허무를 다루는 형상들이 대종을 이루었다.”
“박석원 작가는 점차 앵포르멜이라는 미술사조에서 벗어나게 되면서 작품의 전체적인 형태가 단순한 기하학적인 형태를 띠게 된다. 인위성과 자연성의 공존은 이미 1960년대 용접조각에서 찾아볼 수 있는 치밀한 구성과 우연의 효과를 살리는 조형의식에 뿌리를 두고 있다고 할 수 있다.”

(위 왼쪽부터 시계방향)적(積)7536, 돌 45×220×40㎝, 1975. 핸들-積7025, 테라코타 150×40×40㎝, 1970. 積-응력2, 나무 240×50×30㎝(each), 1973. 핸들-積7169, 알루미늄주조, 200×60×60㎝, 1971. 사진=박석원.

## 절단과 쌓음 변형과 변용 그 물질의 역학(1969~1979)
‘쌓는다.’는 행위에 물질이 등장한다. ‘핸들’시리즈는 물질이 행위를 통해 거듭나면서 부풀어 가는 형식의 작위(作爲)로 재료와 손이라는 신체성이 개입되어 직접적인 형식의 주제를 만들어간다. 제작의 반복적 행동은 확장의 원리 속으로 접근해 가는 태도와 깊은 관련이 있다. 또 나무를 쪼갰을 때 좌우대칭관계를 통한 대비에서 음과 양, 위아래 등 물질이 변화를 일으키는 문제들이 반영되고 있다. 힘이 가해졌을 때 변형과 변용의 새로운 형상을 만들어 내는데 핸들과 나무 모두 나타난 느낌이 다를 뿐 콘셉트는 동일한 것으로 귀결된다.
“1970년과 71년에 걸쳐 지속된 ‘핸들’시리즈는 대좌(臺座)를 갖지 않음으로서, 과거의 조각이 지닌 한정된 위치의 관념을 단번에 벗어난 것이었다. 73년경 일련의 ‘핸들’은 벌써 핸들 고유의 의미가 탈각된 채 순수한 형태의 환원을 보여준 것이었다.”
“박석원의 새로운 조각적 테마는 반복과 번식의 형상화가 아닌가 생각된다. 반복이란 가장 원초적인 삶의 리듬인지도 모른다. 이 반복은 다시 번식 현상을 낳으면서 포개지고 또는 음과 양의 대위법적인 리듬을 타고 한없이 그 반복을 계속해 간다. 그리고 이와 같은 무한 연속의 생성은 곧 자연의 섭리 그 자체일 수도 있는 것이다.”

(위 왼쪽부터 시계방향) 적(積)8138, 화강석 60×60×60㎝, 1980. 적의(積意)0231, 철 70×70×17㎝, 1983~2001. 積8567, 나무 245×45×45㎝, 1984. 積8707, 화강석+현무암 820×300×200㎝, 올림픽조각공원, 1987.

## 절삭과 해체 환원을 통한 원형으로의 집적(1980~1989)
환원이라는 문제와 연결된다. 물질이 절삭이라는 형식을 빌려서 부순다거나 해체하는 등 작위를 통해서 해체된 어떤 물질을 본래의 장소로 돌려오는 환원적 의식이 강하게 작용한다. 해체된 것을 제자리에 돌리는 방법론은 10년간 계속 되었다.
“‘돌을 돌로서’, ‘속성을 속성으로서’ 받아들인 채 그것의 잠재적인 표정을 활성화한다는 것은 사물의 무한한 가능성을 개방시킬 뿐 아니라 그것을 접하고 만나는 인간의 시간을 하나의 자연적 흐름 속에 위치시키는 것이다.”
“박석원의 조각은 우선은 어떤 형태로서의 조각이라기보다는 하나의 독자적인 구조체로서의 조각이다. 이 조각가가 자신의 작품을 ‘적(積)’시리즈로 받아들이고 있는 것도 그와 같은 의미에서 일 것이며 그의 조각은 ‘적분(積分)조각’이라 지칭될 수도 있을 것이다. 철, 돌, 나무 등 이들 재료는 조각가의 손에 의해 일차적으로 일정 규모의 크기로 반듯하게 재단된다. 그 연후에 그 재료들은 전체적인 형태에는 변화 없이 보다 적은 동일한 소단위의 규모로 ‘적분’된다.”

(위 왼쪽부터 시계방향)적의(積意)1995, 600×800×100㎝ 화강석, 1994(서울포스코 야외). 積意9757, 220×40×35㎝ 마천석, 1997. 積意051006, 240×40×40㎝(Each), 철, 2004. 積意, 130×130㎝, 한지접합, 2017. 사진=박석원.

## 재조립 재구축으로의 발전 평면의 조각요소(1990~현재)
해체와 절삭을 통해서 재조립, 재구축하는 형식으로 발전 되었다. 강력한 용접 열로 매스를 가할 때 예기치 않은 공혈(孔穴)이 원통형상에 자연스럽게 흔적으로 남는다. 이것의 성질은 적의(積意)적 환원이다. 또 한지는 드로잉을 통해서 구획되고 절삭과정을 통해 해체되는데 그것을 반복적 형식으로 환원하는 과정에서 자연스럽게 본성이 평면형식으로 드러난다. 해체, 환원, 구축은 철이나 돌, 한지라는 물질에서도 나타나기 때문에 평면과 입체작품의 본질은 동일하다.
“박석원 작업의 외형상의 느낌은 건축적 구조를 지닌 조각 작업으로 보이나 그 뒤에 숨겨진 것은 적(積)과 의(意)로 이루어져 있다. ‘적’은 구조적 측면으로서의 방법적인 것을 의미하며 ‘의’는 동양미학에서의 추상성을 의미하는 것으로서 겉으로 보여 지는 구조가 ‘알 수 없는’ 의도를 함축하고 있다.”
“그는 사물의 ‘미묘한 정경’과 ‘내면의 전이’를 중시한다. 아무런 색깔도 입히지 않고 어떤 무늬도 지니지 않았지만 그의 작업에 저절로 이끌리는 것은 ‘고감도의 조형력’이 투영되었기 때문이며, 사물의 미묘한 속성을 ‘섬세한 감각의 촉수’로 끄집어냈다는 데에 있다.”
“박석원 평면작업은 어떤 한지특성의 물질감을 분할하여 변주한다. 수평수직의 접합을 통해 확산을 구현하고 전혀 예상치 못한 겹쳐진 화면 중간 자유롭게 분할된 형질들의 관계성을 다룬다. 흰색과 검은색 등 강하고 밀도 있는 무게감의 양면성에 작위를 개입함으로써 입체적 효과의 극대화와 깊이를 구사해내기도 한다.”

## 평가
“박석원은 물체의 표면과 공간의 관계를 대단히 자유로운 생각에서 포착한다. 때로는 물체는 그 자체로 자립할 수 없다. 허(虛)로써의 공간을 상정하고 나서 성립하고 다시 하나의 면의 어긋남에 의해 매스자체가 자립한 공간성을 획득할 수 있다. 이를테면 그의 절단은 공간의 절단이라고도 말해야 하는 것일까. 공간이 절단에 흡수되어 있다고 말해야 하는 것일까.”
“그의 2000년대 작품들은 문화맥락을 갖는다는 공통된 특징이 있다. 윤곽의 정각과 곡면의 만곡이 비록 엄격하지만, 그 내면은 엄숙하리만큼 침묵 속에 굉음을 내재하고 고요한 단순성을 창출한다.”

## 개인전 및 단체전
주요개인전
- 2024 더페이지갤러리, 서울

- 2023 가나아트보광, 서울

- 2022 김세중미술관, 서울

- 2018 노화랑, 서울

- 2014 박석원 야외조각전, 경남도립미술관 창원

- 2011 제9회 문신미술상 수상작가 박석원 초대전, 창원시립마산문신미술관

- 2008 가나아트센터, 박석원 조각의 45년-적(積)+의(意) 서울

- 2002 노화랑 서울

- 1997 가인화랑 서울

- 1993 토탈미술관 서울

- 1991 인공갤러리 서울

- 1987 바탕골미술관 서울

- 1985 두손갤러리 서울

- 1981 공간화랑, 서울

- 1980 무라마츠 갤러리 도쿄

- 1979 공간갤러리 서울

- 1977 견지화랑, 서울

- 1974 명동화랑, 서울

주요단체전
- 2023 시원(始原)을 향하여, 가나아트센터, 서울

- 2015 built in steel, 포항시립미술관, 포항

- 2015 물성을 넘어 여백의 세계를 찾아서, 가나아트센터, 서울

- 2011 기(氣)가 차다, 대구시립미술관, 대구

- 2003 국제아트 심포지움, 산토티르소 포르투칼

- 2000 한국과 서구의 전후추상미술: 격정과 표현, 호암갤러리, 서울

- 1987 88올림픽기념 1차 국제야외조각 심포지움, 올림픽조각공원, 서울

- 1982 현대종이의 조형전-한국과 일본, 국립현대미술관, 서울

- 1975~96 에콜 드 서울전, 국립현대미술관, 서울

- 1974 제3회 인도트리엔날레, 인도

- 1973 1회 시드니비엔날레, 오페라하우스, 호주

- 1970~72 A.G전, 중앙공보관, 국립현대미술관, 서울

- 1969 제10회 상파울로비엔날레, 브라질

- 1968~69 한국현대작가초대전, 국립현대미술관, 서울

- 1966 제5회 파리비엔날레, 프랑스

## 수상
- 2010 문신미술상 수상, 문신미술운영위원회

- 2008 서울시 문화상 수상, 서울특별시

- 2003 제17회 예총예술문화상 수상, 한국예술문화단체총연합회

- 1996 김수근 문화상 수상, 김수근문화사업회

- 1992 김세중 조각상 수상, 김세중기념사업회

- 1974 대한민국미술전람회 추천작가상 수상

- 1968~69 17,18회 대한민국미술전람회 국회의장상 수상

- 1963 문화공보부 신인예술상 수상

## 미술관소장
국립현대미술관, 서울시립미술관, 호암미술관, 쉐라톤워커힐미술관, 포항시립미술관, 제주현대미술관, 홍익대학교박물관, 토탈미술관, 올림픽조각공원.